# Wackernagelův zákon
Wackernagelův zákon je zákon, který formuloval švýcarský lingvista Jacob Wackernagel. Týká se pozice nepřízvučných slov v praindoevropštině.
Podle tohoto zákona se nepřízvučná slova (tzv. příklonky) kladla za přízvučná slova a obsazovala druhé místo ve větě. Tento jev (nepřízvučná zájmena a částice na druhém místě ve větě) lze z části pozorovat v některých současných indoevropských jazycích, například češtině a francouzštině. Také v litevštině dříve nepřízvučná zájmena občas nacházela mezi předponou a kořenem slova – jako v případě išmitrauk vyprosti mě, kdy v současnosti se užívá forma se přízvučným zájmenem ištrauk mane. 